# Journal of Atmospheric and Solar-Terrestrial Physics
Journal of Atmospheric and Solar-Terrestrial Physics é uma revista científica criada em 1951, e publicada pela Elsevier. Publica pesquisas originais, tratando sobre a Terra e a atmosfera terrestre, baseados em informações coletadas por satélites.